# Centrale hydroélectrique d'Imatra
La centrale hydroélectrique d'Imatra (finnois : Imatran voimalaitos) est une centrale hydroélectrique située à Imatra, en Finlande.

## Caractéristiques
En 1921, le parlement valide le projet de construction d'une centrale hydroélectrique sur les rapides d'Imatra.
En 1922, les travaux commencent sous la direction de Hugo Malmi (fi). 
La première tranche équipée de 3 turbines est terminée en 1929.
En 1923, une quatrième turbine est mise en service. 
En 1936 et 1937, les cinquièmes et sixièmes turbines sont mises en service.
La dernière turbine sera mise en service en 1951 donnant une puissance totale de 156 MW.